# 이중 노출 (1947년 영화)
이중 노출(Kiss Of Death)은 미국에서 제작된 헨리 헤서웨이 감독의 1947년 범죄, 드라마 영화이다. 빅터 머추어 등이 주연으로 출연하였고 프레드 콜마 등이 제작에 참여하였다.

## 출연

### 주연
- 빅터 머추어
- 브라이언 돈레비

### 조연
- 콜린 그레이
- 리차드 위드마크
- 테일러 홈스
- 하워드 스미스
- 칼 말든

## 제작진
- 미술: 레런드 풀러
- 미술: 라일 R. 휠러